# Zhang Lei (polo aquático)
Zhang Lei (em chinês:  张 蕾; Anshan, 9 de maio de 1988) é uma jogadora de polo aquático chinesa.

## Carreira
Zhang fez parte da equipe da China que finalizou na quinta colocação nos Jogos Olímpicos de 2012, em Londres.